# Encyclia nizandensis
Encyclia nizandensis là một loài thực vật có hoa trong họ Lan. Loài này được Pérez-García & Hágsater mô tả khoa học đầu tiên năm 2002.